# Trois kilomètres jusqu'à la fin du monde
Pour plus de détails, voir Fiche technique et Distribution.
Trois kilomètres jusqu'à la fin du monde (Trei kilometri până la capătul lumii) est un film roumain réalisé par Emanuel Pârvu et sorti en 2024.
Il est sélectionné en compétition officielle au Festival de Cannes 2024.

## Synopsis
Adi, 17 ans, passe l'été dans son village natal dans le delta du Danube. Une nuit, il est victime d'une agression de rue d'une grande violence en raison de son homosexualité. Le lendemain, son monde est bouleversé : ses parents ne le regardent plus comme avant, et l'apparence de tranquillité du village commence à craquer.

## Fiche technique
Sauf indication contraire, les informations mentionnées dans cette section peuvent être confirmées par la base de données cinématographiques IMDb,  présente dans la section « Liens externes ».
- Titre original : Trei kilometri până la capătul lumii
- Titre français : Trois kilomètres jusqu'à la fin du monde
- Réalisation : Emanuel Pârvu
- Scénario : Miruna Berescu et Emanuel Pârvu
- Décors et costumes : Bogdan Ionescu
- Photographie : Silviu Stavilã
- Son : Mirel Cristea
- Montage : Mircea Olteanu
- Production : Miruna Berescu
- Société de production : FamArt Production
- Sociétés de distribution : ?[Laquelle ?] (Roumanie) ; Memento Distribution (France)
- Pays de production :  Roumanie
- Langue originale : roumain
- Format : couleur — Scope – son 5.1
- Genre : drame, thriller
- Durée : 105 minutes
- Dates de sortie :
  - France : 17 mai 2024 (Festival de Cannes) ; 23 octobre 2024 (sortie nationale)
  - Roumanie : 11 octobre 2024

## Distribution
- Bogdan Dumitrache : le père
- Ciprian Chiujdea (ro) : Adi
- Laura Vasiliu (en) : la mère
- Valeriu Andriuță : le chef de la police
- Ingrid Micu-Berescu : Ilinca
- Adrian Titieni : le prêtre
- Richard Bovnoczki : Zentov
- Vlad Brumaru : le gendarme

## Production
Pour son troisième long métrage, Emanuel Pârvu a écrit le scénario avec Miruna Berescu, productrice de FamArt Production. L'intérêt du scénario était le fait que « chacun d'entre nous pourrait, à un moment ou à un autre, être considérées comme faisant partie d'une minorité », en ajoutant une nouvelle perspective sur le thème LGBTQ dans son film.
Le tournage a lieu, entre septembre et octobre 2023, dans le delta du Danube (Roumanie), précisément dans le bras de Saint Georges et le canal de Dunavăț.

« Le delta du Danube est un paysage extrêmement particulier. (…) C’est un endroit uniquement atteignable par bateau, et pourtant mondialement connu, qui attire des touristes qui viennent de tous les coins du monde. Il y avait même un festival de cinéma qui se déroulait dans ce village. Je voulais filmer dans un territoire cosmopolite, où les habitants sont habitués à avoir des contacts avec des étrangers venus de la ville. Il fallait qu’il y ait de la vie, du brassage de populations, afin de montrer que malgré cela, malgré toute cette énergie de vie, cet apport venu de l'extérieur, les habitants n'étaient pas aussi ouverts à la discussion qu'on pourrait s'y attendre. »

— Emanuel Pârvu

## Sortie

### Accueil critique
En France, le site Allociné donne une moyenne de 3,4⁄5, d'après l'interprétation de 26 critiques de presse.

## Distinctions

### Récompenses
- Festival de Cannes 2024 : Queer Palm[6]
- Festival du film de Sarajevo 2024 : Cœur de Sarajevo du meilleur film[7],[8]

### Sélection
- Festival de Cannes 2024 : sélection officielle, en compétition